# Tranvía de Toledo

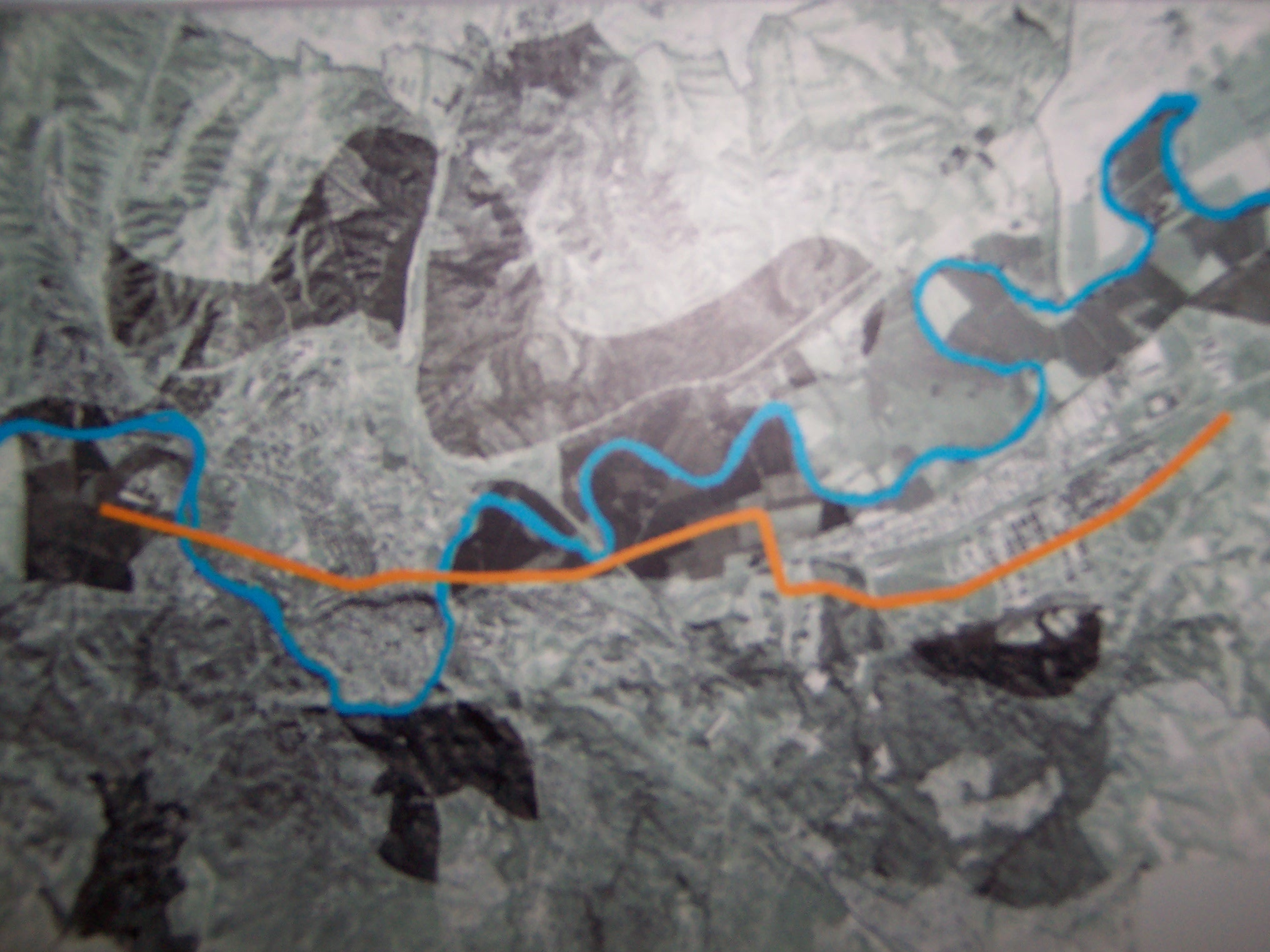
Eje que vertebraría el tranvía.

El Tranvía de Toledo es un proyecto de infraestructura ferroviaria urbana del Ayuntamiento de Toledo (Castilla-La Mancha, España) presentado en julio de 2008 a los medios de comunicación.
El recorrido de la línea sería en dirección este-oeste, conectando el barrio de Santa María de Benquerencia con el centro histórico de la ciudad y con parada en la estación de alta velocidad de Toledo, así como en las zonas comerciales de Luz del Tajo y Fusión. Con esta infraestructura se pretende reducir el número de vehículos que acceden al casco antiguo y favorecer la peatonalización del centro. 
Debido a su alto coste (aproximadamente 140 millones de euros), el proyecto de tranvía de Toledo ha obtenido un cierto rechazo en la población. Para aliviar el problema del abultado presupuesto, el Ayuntamiento de Toledo planea una financiación mixta público-privada.

## Detalles de la infraestructura
Los trenes, de un solo vagón y capaces de transportar a unos 200 viajeros, tardarán treinta minutos en completar el recorrido de 8,9 km en 11 paradas. Aunque el convoy podrá viajar a 70 km/h, la velocidad comercial será de 20 km/h y su frecuencia de 10 minutos, entre las 5:50h y las 00:00h.
Se adquirirán 8 convoyes  y podrán ser utilizados por 1.320 personas por hora y sentido, lo que a lo largo de las 19 horas de servicio que se plantean supondría transportar un total de 24.420 pasajeros diarios por sentido.
La primera estación será subterránea con dos andenes de 50 metros de largo y 4,23 metros de ancho. Luego habrá un túnel de 470 metros de longitud bajo el río Tajo, después, una trinchera de 90 metros de longitud flanqueada por muros de hormigón armados de entre 6 y 0,75 metros de altura devolverá el trazado a superficie pasada la estación del ferrocarril y los jardines históricos. Un paso inferior hincado salvará la traza de la línea de alta velocidad hasta alcanzar la antigua vía ferroviaria, sobre la que se asentará la nueva línea hasta sobrepasada la circunvalación donde cruza mediante un paso superior la N-400 hacia el centro comercial Luz del Tajo, y después en dirección al Hospital, siguiendo por toda la barriada de Santa María de Benquerencia por la Avenida de Boladiez.

## Cocheras y talleres
Tienen un presupuesto de 11,91 millones y se construirán en una parcela de 22.440 m², situada en el noroeste de la ciudad, al final del trazado por el este. En su interior está proyectado una playa de estacionamiento de 2001 m² y seis vías, lo que permite la estancia de 12 trenes completos de hasta 36 metros de largo y una nave de mantenimiento del material móvil de 2.466 m². Asimismo, estas instalaciones se complementarían con un edificio auxiliar, una nave de limpieza y una estación de servicio.